# Künga Sönam (Sakya Lotsawa)
Künga Sönam (1485-1533) was van 1496 tot 1533 de tweeëntwintigste Sakya trizin, de hoogste geestelijk leider van de sakyatraditie in het Tibetaans boeddhisme. Hij droeg bekendheid als Sakya Lotsawa Künga Sönam, ofwel een lotsawa (vertaler) voor de sakyatraditie van Indiase boeddhistische geschriften uit de Mahayanatraditie.
Künga Sönam, ook bekend onder de naam Jampai dorje, werd geboren in Tsedong in 1485. Op de leeftijd van 6 jaar ontving hij onderricht in Hevajra en Vajrakīlaya van Dagchen Sherab Gyaltsen (1436-1494), en leerde lezen en schrijven bij Lama Legpa Tsangpo. 
Vier jaar later legde hij de lekengelofte af tegenover Lowo Khenchen Sonam Lhundrub (1456-1532). Nadat hij naar Ngor was gegaan, deed hij de novietengelofte bij de 7e abt van dat klooster Könchog Pelwa (1445-1515).
Op 12-jarige leeftijd ging hij naar het Sakyaklooster. Daar studeerde hij Vinaya, Pramāṇa en Prajñāpāramitā bij Yonten Jungne. Op de leeftijd van 20 jaar legde hij de volledige gelofte af tegenover Köntsjog Pelwa. Aansluitend hield hij zich bezig met de tantrastudie en studeerde kunsten bij Lotsawa Rinchen Chokyong (1441-1527). Hij studeerde vooral aan het Sakyaklooster, maar ook aan het Ngorklooster, Tsedong, Nalendra, Lingga Dewachen, Reting en andere kloosters.
In 1496 aanvaardde Künga Sönam het hoogste ambt in de Sakyatraditie van het Tibetaans boeddhisme. Tot zijn volgelingen worden gerekend de 23e Sakya Trizin Ngagchang Künga Rinchen, diens broer Ngagchang Dragpa Gyeltsen; en de 10e abt van het Ngorklooster, Könchog Lhündrub (1497-1557). 
Sakya Lotsawa Künga Sönam overleed in 1533 op de leeftijd van 49 jaar.